# Аямахи
Аямахи (дарг. ГӀяямахьи) — село в Сергокалинском районе Дагестана.
Входит в состав Ванашимахинского сельсовета с 1929 года.

## География
Село расположено на р. Какаозень, в 11 км к юго-западу от районного центра — села Сергокала.

## Население
| 1895 | 1926 | 1939 | 1970 | 1989 | 2002 | 2010 |
| ---- | ---- | ---- | ---- | ---- | ---- | ---- |
| 291  | ↘290 | ↗320 | ↘268 | ↘0   | →0   | →0   |
| 2021 |      |      |      |      |      |      |
| →0   |      |      |      |      |      |      |

### Известные уроженцы
- Сулейманов Магомед Мирзаевич — советский и российский режиссёр. Заслуженный работник культуры РФ и РД. Герой Труда Дагестана.
- Чупанов, Абдулла Хизриевич — российский учёный. Доктор педагогических наук, профессор. Мастер спорта СССР по вольной борьбе.
- Магомедов, Загир Алибекович — советский и российский учёный. Доктор филологических наук, профессор. Заслуженный работник высшей школы РФ.
- Абакарова, Райганат Магомедовна — российский учёный. Доктор философских наук, профессор. Заслуженный деятель науки РД.
- Магомедов, Шамиль Ибрагимович  — советский и российский учёный. Доктор биологических наук, профессор. Заслуженный деятель науки РД[13].

## История
Образовано в середине XIX века переселенцами из села Урахи, ныне Сергокалинского района. 
Как описывал русский исследователь Владимир Вилльер де Лиль-Адам, остановившийся в Аямахи в 1873 году, главным занятием местных жителей было хлебопашество, имелся один оружейный мастер, два каменьщика и несколько плотников. Многие молодые люди ходили копать марену в Джемикент, Великент и другие селения близ Дербента, в основном не с целью заработать, а чтобы изучить тюркский язык. По воскресеньям ездили в Дешлагар на базар для торговли. 